# Вишнев (Луцкий район)
Вишнев (укр. Вишнів) — село в Подгайцевской сельской общине Луцкого района Волынской области Украины.
До 2020 года входило в Киверцовский район.
Код КОАТУУ — 0721880802. Население по переписи 2001 года составляет 518 человек. Почтовый индекс — 45271. Телефонный код — 3365. Занимает площадь 1,913 км².